# شارديني
شارديني هي بلدية فرنسية تقع في إقليم الأردين في منطقة غراند إيست. 

## شخصيات مرتبطة بالبلدية
عاش جاي ديسون (1909-1980)، سياسي ونائب للآردين، ودُفن في شارديني. 